# Chiesa di Nostra Signora (Ingolstadt)
La chiesa di Nostra Signora (Münster Zur Schönen Unserer Lieben Frau, denominazione originale in lingua tedesca) è una delle due chiese parrocchiali cattoliche della città di Ingolstadt, di cui è chiaramente visibile lo svettare, agli angoli della facciata, delle due torri in stile tardo-gotico della chiesa.

## Storia della chiesa

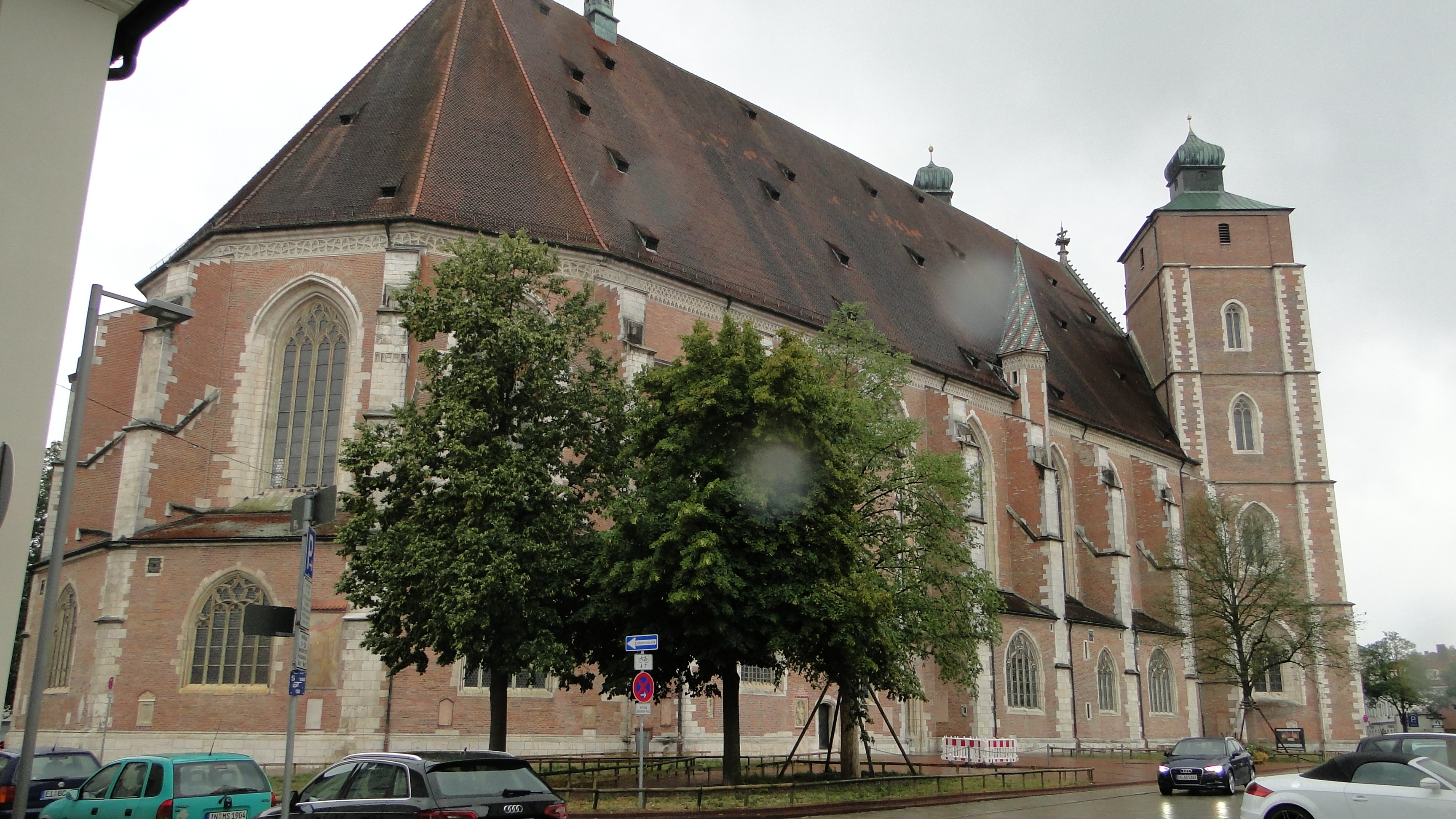
Esterno dell'abside della chiesa

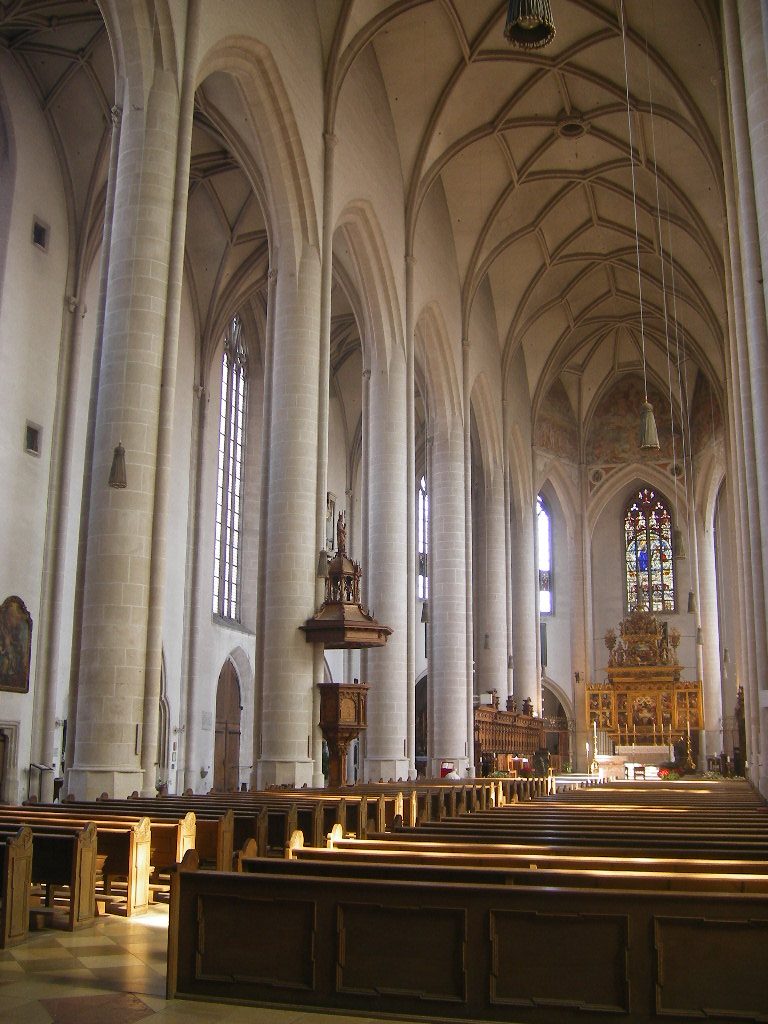
Interno della chiesa

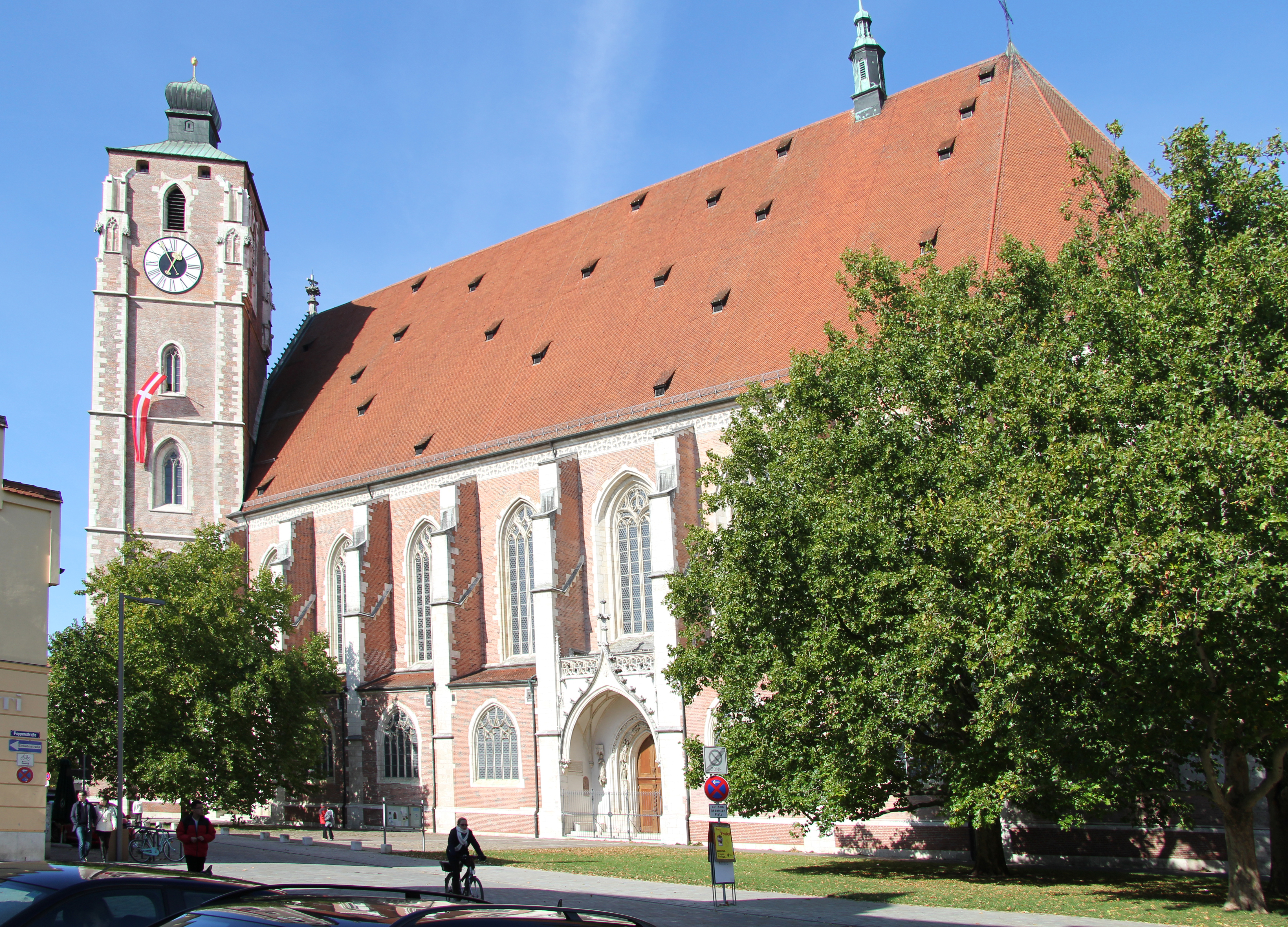
Lato sud della chiesa

Sul luogo ove oggi sorge la chiesa, vi era già prima una chiesa in legno. Nel 1407 la città venne divisa in due parrocchie, il che determinò anche i nomi di "Parrocchia bassa", dedicata a san Maurizio, e "Parrocchia alta".
Nel 1425 ebbe inizio la costruzione della chiesa, finanziata da una donazione del duca Ludovico VII di Baviera-Ingolstadt, del casato dei Wittelsbach, che intendeva farne il proprio sepolcro.
Tuttavia egli non raggiunse il suo scopo, poiché morì prigioniero del figlio Ludovico e fu sepolto nell'abbazia di Raitenhaslach a Burghausen.
Nel 1438 finanziò anche una pregevole dipinto della Madonna, che purtroppo andò distrutto nel 1801. Fu questo dipinto a dare il nome alla chiesa, che divenne così dedicata alla "Nostra bella e amata Signora". Nel 1441 Ludovico finanziò anche un ricovero per 1.000 poveri, i quali, in cambio di cibo e denaro, avrebbero dovuto pregare per la sua anima. Tuttavia non si giunse mai all'allestimento del ricovero.
Nel 1525, a 100 anni dall'inizio dei lavori, la chiesa fu terminata. Le attuali alte torri, previste con sommità a punta anziché a cappuccio, non furono mai portate a termine.
La chiesa conobbe al tempo una grande fioritura, poiché oltre a parrocchia fu anche chiesa universitaria, della quale oggi rimane testimone solo più l'altare maggiore, opera di Hans Mielich. Esso fu eretto nel 1572, in occasione del centenario della fondazione dell'Università di Ingolstadt.
Il famoso teologo di Ingolstadt Johannes Eck ne fu a lungo parroco e dopo la sua morte, avvenuta nel 1543, vi fu sepolto. Anche la salma dell'umanista e professore ad Ingolstadt, Veit Amerbach fu inumata nella chiesa di Mostra Signora.

## Allestimenti

### Altar maggiore

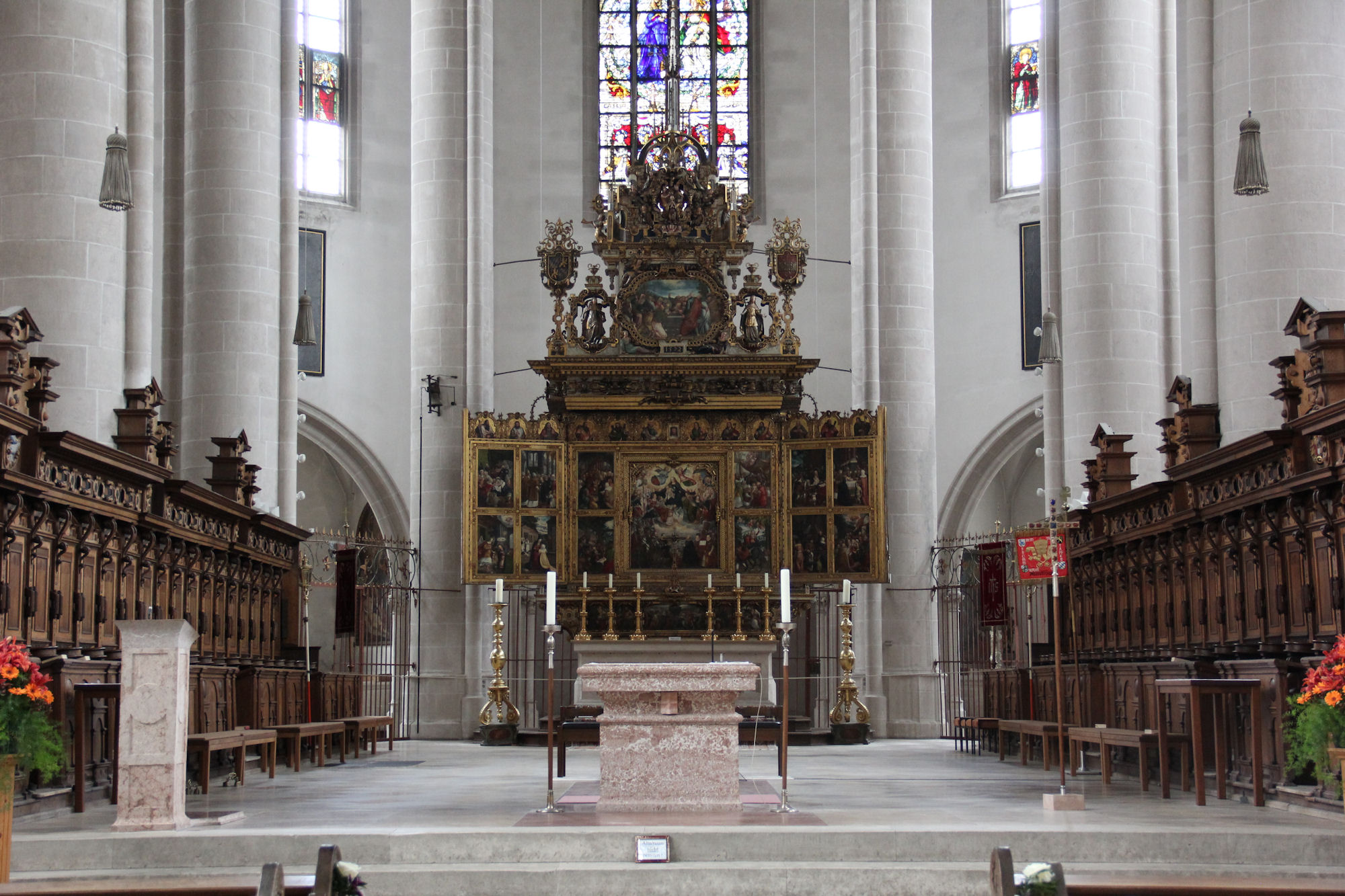
L'altare

Nel 1572, in occasione del primo centenario dall'inizio costruzione della chiesa, fu posto il pregiato altar maggiore, donato dal duca Alberto V di Baviera, opera di Hans Mielich, che illustrò numerosi passi del Vangelo in più di novanta punti. Questa profusione di immagini fu voluta nello spirito della Controriforma, in contrapposizione all'iconoclastia della riforma protestante.
L'altare è un altare a retabli con doppie ali laterali, che mostra proprio immagini del passato della Chiesa. Sulla parte posteriore si vede la disputa di santa Caterina d'Alessandria con i saggi.

### Vetrate
Parimenti pregiate sono le vetrate nel coro, specialmente quella con le scene dell'Annunciazione che si estendono sull'intera finestra dietro l'altar maggiore, opera del 1527 di Hans Wertinger.
Una di esse risale al 1505 ed è opera di Albrecht Dürer.

### Presepio
Per opera dei gesuiti, che ad Ingolstadt avevano la più grande casa del sud della Germania, giunse dal Tirolo ad Ingolstadt l'arte del presepio. Dal 1722 i pregiati presepi della chiesa furono realizzati da artisti del barocco, che contano oltre 250 figure.

### La "tre volte meravigliosa Madre"

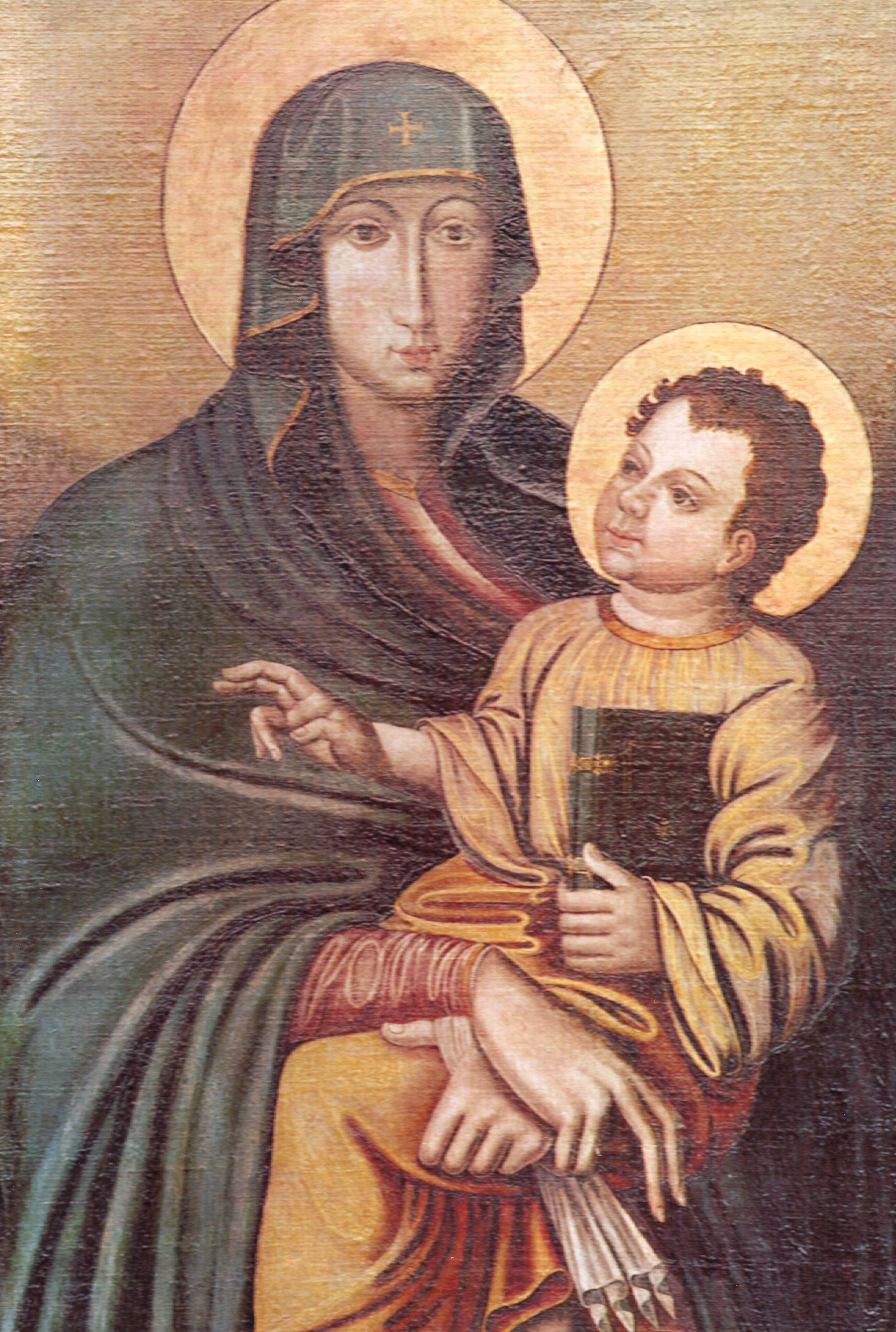
La "Tre volte meravigliosa Madre"

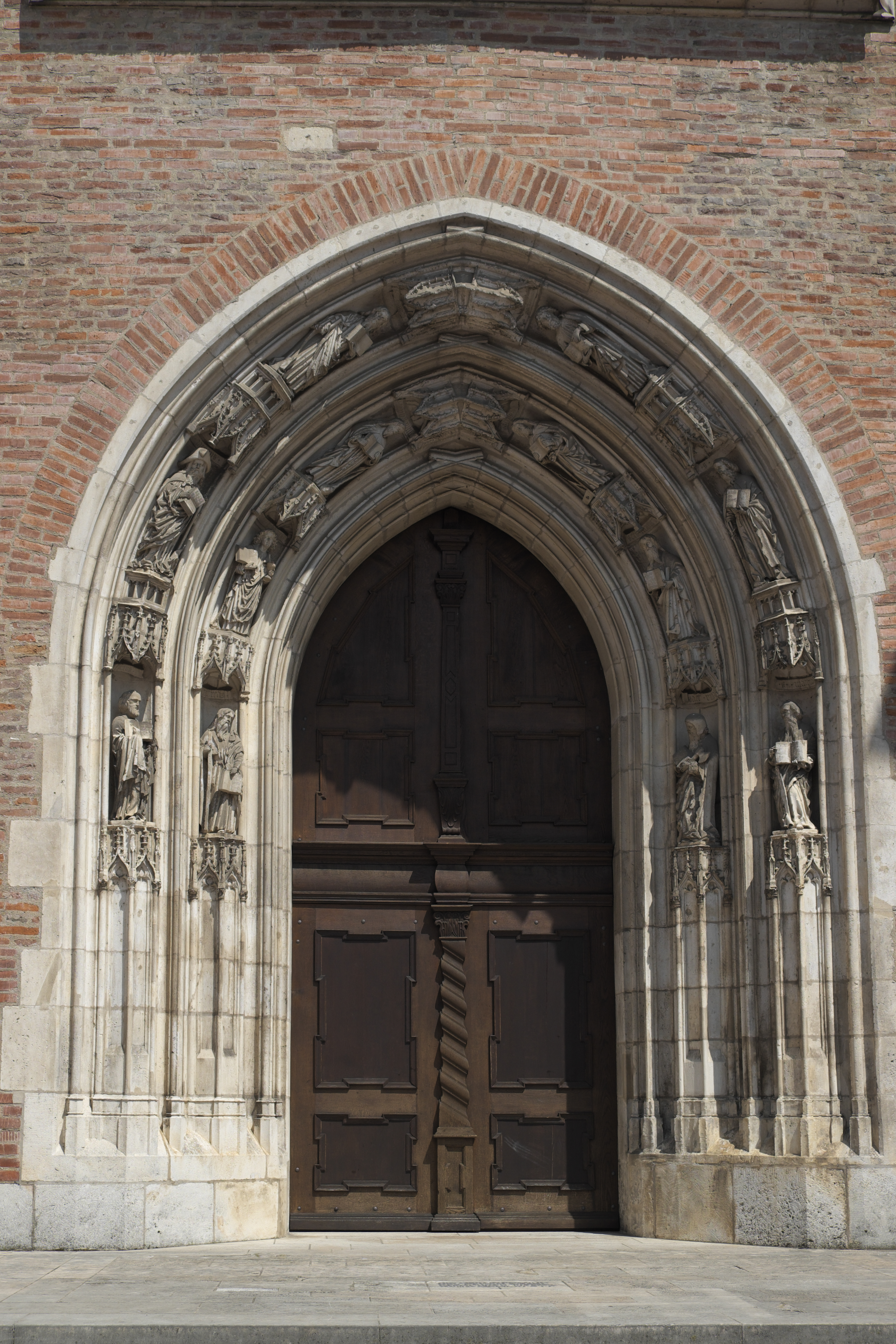
Portale ovest della chiesa

Intorno a questa immagine della Madonna, che è una delle sette copie della Madonna della Neve di Roma, nate intorno al 1570, il padre gesuita Jakob Rem raccolse il Colloquium Marianum, un gruppo di élite del movimento mariano. Il 16 aprile 1604 sarebbe loro apparsa la Madonna durante le Litanie lauretane ed annunciato loro che le era particolarmente gradito il titolo di Mater admirabilis. Per questo egli fece ripetere questo appellativo altre due volte, di qui il nome "Madre tre volte meravigliosa". Nel 1881 il quadro della Madonna fu festosamente apposto.
Nell'anno della seconda guerra mondiale 1942, il vescovo Michael Rackl pose l'intera diocesi di Eichstätt sotto la protezione della "Madre tre volte meravigliosa" elevandola a Patrona della diocesi.
La riproduzione della "Madre tre volte meravigliosa" si trova anche nel libro delle preghiere e dei canti della diocesi di Eichstätt.

### Madonna del timpano
Nel timpano si trova anche una scultura di circa 500 anni di età alta quattro metri che rappresenta la Madonna con Gesù Bambino nelle braccia. Non ne si conosce l'autore.

### Campane
Le sette campane della chiesa sono nella torre sud. Nella flèche della navata vi è inoltre un'altra campana.

### Organo

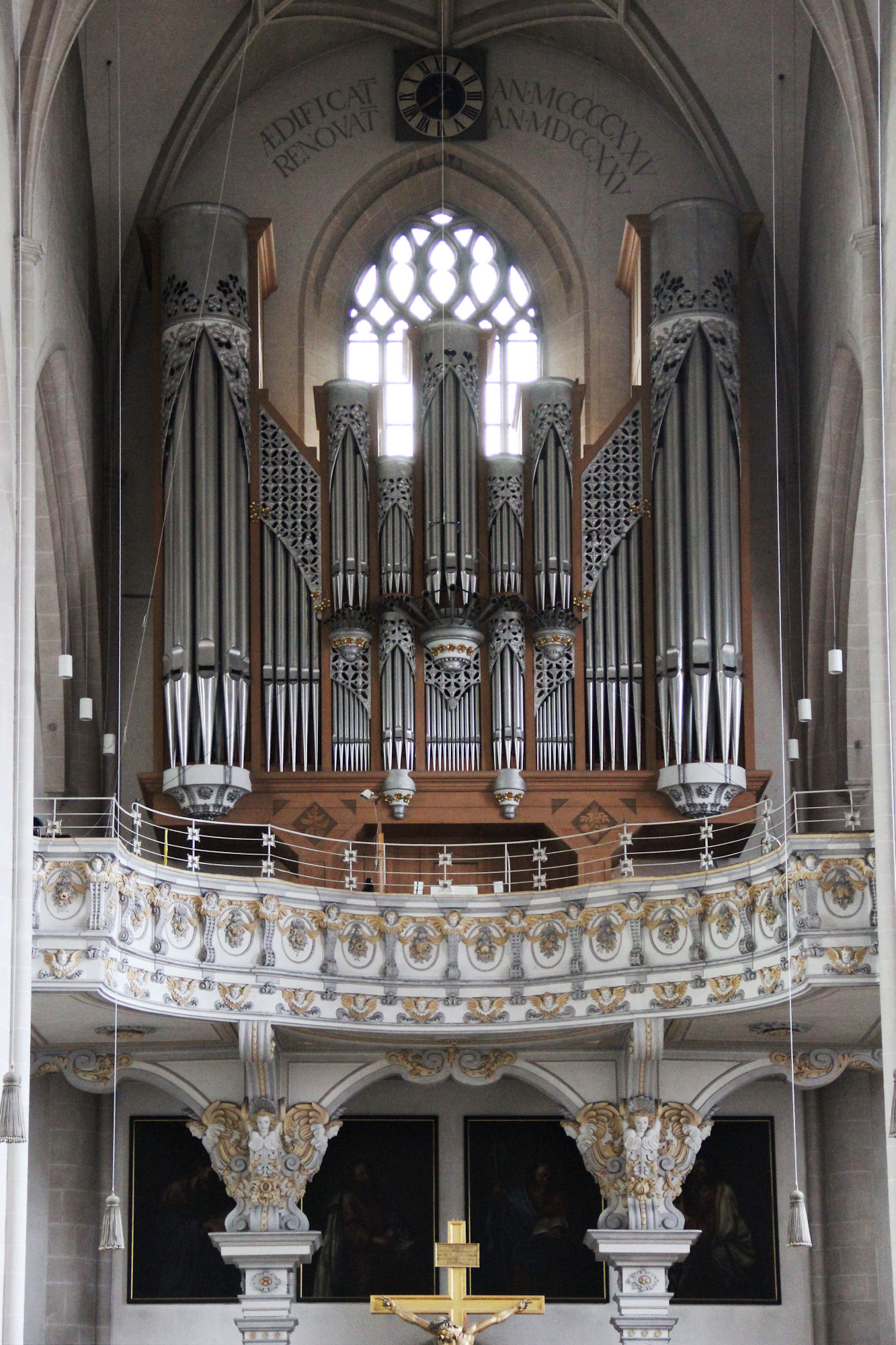
L'organo

L'organo fu fabbricato nel 1977 dalla Orgelmanufaktur Klais. È provvisto di 70 registri con quattro tastiere e una pedaliera. La trasmissione è meccanica, quella dei registri, elettrica.

## Misure
- Lunghezza della navata centrale: 89 m
- Larghezza delle navate: 37 m
- Altezza della navata centrale: 28 m (colmo del tetto: 62 m)
- Altezza delle navate laterali: 23 m
- Altezza delle torri: 62 m e 69 m (altezza prevista dal progetto originale: 86 m)